# کنین (لهستان)
کُنین (لهستانی: Konin; [ˈkɔɲin]) یک شهر در لهستان است که در شهرستان کونین واقع شده‌است. کُنین ۸۲ کیلومتر مربع مساحت دارد ۸۸ متر بالاتر از سطح دریا واقع شده‌است.

## خواهرخوانده
شهرهای ویکفیلد، سیتی ویکفیلد، هرنه، بریانسک، آکمنه، چرنیوتسی، دوبل، لتونی، انن-بومون، کارلووو، سانتا سوساننا، سونسوال و یونیشکیس خواهرخوانده‌های کُنین هستند.